# Wolfgang de Ratisbona
Wolfgang de Ratisbona, O.S.B. (c. 934 - 31 de outubro de 994, Pupping), foi bispo de Ratisbona na Baviera, Alemanha, desde o natal de 972 até o dia da sua morte. É um santo da Igreja Católica Romana, canonizado em 1052 pelo Papa Leão XI.
Wolfgang é considerado um dos três grandes santos da Alemanha do século X
, os outros dois são Santo Ulrico e São Conrado, "que iluminou o período inicial da Idade Média na Alemanha com o esplendor dos seus atos e serviços".
Tem origens na nobreza da Suábia, estudou na escola monástica de Reichenau. Em 964 ingressou na abadia beneditina de Maria Einsiedeln na Suíça e foi ordenado sacerdote em 968. Exerceu o trabalhou apostólico na Hungria onde ficou até 972, quando foi nomeado bispo de Ratisbona.
Foi tutor do imperador Santo Henrique II e de Santa Gisela de Borgonha, primeira rainha da Hungria e esposa do rei Santo Estêvão. No final da sua vida retirou-se para levar vida de eremita.